# Джейсон Лукумі
Джейсон Лукумі (ісп. Jeison Lucumí, нар. 8 квітня 1995, Калі) — колумбійський футболіст, півзахисник клубу «Депортес Толіма».

## Клубна кар'єра
Народився 8 квітня 1995 року в місті Калі. Вихованець футбольної школи клубу «Атлетіко Калі». Дорослу футбольну кар'єру розпочав 2012 року в основній команді того ж клубу, в якій провів два сезони, взявши участь у 31 матчі другого дивізіону чемпіонату Колумбії.
Своєю грою за цю команду привернув увагу представників тренерського штабу клубу «Америка де Калі», до складу якого приєднався 2014 року. Відіграв за команду з Калі наступні чотири сезони своєї ігрової кар'єри. У 2016 році Лукумі допоміг клубу вийти в еліту. 4 лютого 2017 року в матчі проти «Ріонегро Агілас» він дебютував у вищому дивізіоні Колумбії.
Влітку того ж року Джейсон перейшов у «Атлетіко Насьйональ», у складі якого провів наступні два з половиною роки своєї кар'єри гравця. Граючи у складі «Атлетіко Насьйональ» також здебільшого виходив на поле в основному складі команди і 2018 року виграв Кубок Колумбії.
У червні 2019 року Лукумі перейшов у мексиканський «УАНЛ Тигрес», який відразу віддав гравця в оренду в інший місцевий клуб «Керетаро», де він і провів сезон 2019/20.
15 вересня 2020 року Лукумі приєднався до новачка іспанської Ла Ліги клубу «Ельче», возз'єднавшись зі своїм колишнім тренером по «Атлетіко Насьйоналю» Хорхе Альміроном. Втім у європейській команді Джейсон закріпитись не зумів, зігравши лише 2 гри чемпіонату і 3 у кубку країни, після чого 1 лютого 2021 року розірвав контракт з клубом.
18 лютого 2021 року Лукумі повернувся до Колумбії та підписав угоду з клубом «Америка де Калі».

## Виступи за збірну
2015 року залучався до складу молодіжної збірної Колумбії, з якою посів друге місце на молодіжному чемпіонаті Південної Америки в Уругваї. На турнірі він взяв участь у 8 матчах і забив 4 голи. Цей результат дозволив команді поїхати на молодіжний чемпіонат світу 2015 року в Новій Зеландії, де Лукумі теж був основним гравцем і зіграв у 4 матчах, а команда вилетіла на стадії 1/8 фіналу.

## Статистика виступів

### Статистика клубних виступів
| Сезон                       | Команда                     | Чемпіонат                   | Чемпіонат | Чемпіонат | Національний кубок | Національний кубок | Національний кубок | Континентальні кубки | Континентальні кубки | Континентальні кубки | Інші змагання | Інші змагання | Інші змагання | Усього | Усього | Усього |
| Сезон                       | Команда                     | Ліга                        | Ігор      | Голів     | Ліга               | Ігор               | Голів              | Ліга                 | Ігор                 | Голів                | Ліга          | Ігор          | Голів         | Ігор   | Голів  |        |
| --------------------------- | --------------------------- | --------------------------- | --------- | --------- | ------------------ | ------------------ | ------------------ | -------------------- | -------------------- | -------------------- | ------------- | ------------- | ------------- | ------ | ------ | ------ |
| 2012                        | «Атлетіко Калі»             | B                           | 2         | 0         | КК                 | 1                  | 0                  |                      | -                    | -                    |               | -             | -             | 3      | 0      |        |
| 2013                        | «Атлетіко Калі»             | B                           | 29        | 5         | КК                 | 6                  | 1                  |                      | -                    | -                    |               | -             | -             | 35     | 6      |        |
| Усього за «Атлетіко Калі»   | Усього за «Атлетіко Калі»   | Усього за «Атлетіко Калі»   | 31        | 5         |                    | 7                  | 1                  |                      | -                    | -                    |               | -             | -             | 38     | 6      |        |
| 2014                        | «Америка де Калі»           | B                           | 32        | 7         | КК                 | 6                  | 0                  |                      | -                    | -                    |               | -             | -             | 38     | 7      |        |
| 2015                        | «Америка де Калі»           | B                           | 21        | 4         | КК                 | 4                  | 1                  |                      | -                    | -                    |               | -             | -             | 25     | 5      |        |
| 2016                        | «Америка де Калі»           | B                           | 28        | 4         | КК                 | 6                  | 0                  |                      | -                    | -                    |               | -             | -             | 34     | 4      |        |
| 2017                        | «Америка де Калі»           | A                           | 23        | 6         | КК                 | 2                  | 0                  |                      | -                    | -                    |               | -             | -             | 35     | 6      |        |
| Усього за «Америка де Калі» | Усього за «Америка де Калі» | Усього за «Америка де Калі» | 104       | 21        |                    | 18                 | 1                  |                      | -                    | -                    |               | -             | -             | 122    | 22     |        |
| 2017                        | «Атлетіко Насьйональ»       | A                           | 16        | 2         | КК                 | 2                  | 0                  |                      | -                    | -                    |               | -             | -             | 18     | 2      |        |
| Усього за кар'єру           | Усього за кар'єру           | Усього за кар'єру           | 151       | 28        |                    | 27                 | 2                  |                      | -                    | -                    |               | -             | -             | 179    | 30     |        |

## Титули і досягнення
- Володар Кубка Колумбії (1):

«Атлетіко Насьйональ»: 2018
- Переможець Суперліги Колумбії (1):

«Депортес Толіма»: 2022
Збірні
- Переможець Боліваріанських ігор: 2013